# Lac de Montbel
Der Lac de Montbel ist ein auf ungefähr 400 Metern über Meereshöhe gelegener, 5,5 Quadratkilometer großer Stausee, der sich überwiegend im französischen Département Ariège erstreckt. Er befindet sich in den Gemeindegemarkungen von Montbel und Léran. Ein winziger Abschnitt im äußersten Osten gehört zur Gemeinde Chalabre im Département Aude. Die drei im Nordwesten befindlichen Dämme, mit dem heute das Wasser gestaut wird, entstanden in den Jahren 1982–85. Der tiefste Punkt des Sees befindet sich rund 40 Meter unter dem Wasserspiegel.